# Magdalena de Proust
La magdalena de Proust, fenomen de Proust o efecte proustià és un fenomen memorístic humà pel qual una percepció (especialment una olor) evoca un record o reminiscència que pot ser un objecte, gest, imatge o un altre element de la vida quotidiana. El nom prové del record que li provocà el sabor d'una magdalena sucada en te al protagonista de Du côté de chez Swann (el primer volum de la sèrie À la recherche du temps perdu), escrita per Marcel Proust el 1913. En les següents 300 paraules del llibre, l'autor se submergeix en el record evocat en provar la magdalena amb te.
| « | (francès) Et tout d'un coup le souvenir m'est apparu. Ce goût c'était celui du petit morceau de madeleine que le dimanche matin, à Combray, […] ma tante Léonie m'offrait après l'avoir trempé dans son infusion de thé ou de tilleul. | (català) I de cop el record m'aparegué. Era un gust d'un petit tros de magdalena que, diumenge el matí a Combray […] m'oferia la tieta Léonie després d'haver-la remullat dins de la seva infusió de te o de til·la. | » |

Es caracteritza per ser un fenomen involuntari relacionat sobretot amb la memòria olfactòria. Es creu que aquesta relació olfacte-memòria es deu al fet que les emocions i el processament de les olors es troben en la mateixa zona del cervell, a l'interior del sistema límbic.
L'expressió «magdalena de Proust» ha passat de ser un recurs literari a ser utilitzat en altres camps com el màrqueting o la neurologia.